# Marta Leśniak
Marta Leśniak (ur. 15 marca 1988 we Wrocławiu) – polska tenisistka, występująca przede wszystkim w turniejach organizowanych przez Międzynarodową Federację Tenisową. Mistrzyni Polski w singlu (2018).

## Kariera tenisowa
Występy w profesjonalnych turniejach rozpoczęła w 2003 roku – w kwietniu wystąpiła w kwalifikacjach do turnieju WTA Kategorii II J&S Cup w Warszawie. W grze pojedynczej odpadła w drugim meczu, a w deblu już w pierwszym. Po pięciu miesiącach wystąpiła w pierwszym finale – w turnieju ITF w Kędzierzynie-Koźlu w meczu mistrzowskim uległa Kateřinie Böhmovej 6:2, 2:6, 2:6. W kwietniu 2004 roku ponownie wystąpiła w eliminacjach do turnieju WTA w Warszawie, jednak tym razem przegrała już w pierwszym meczu. Dwa miesiące później wygrała swój pierwszy profesjonalny tytuł, na ziemnych kortach w Kędzierzynie-Koźlu pokonała Oksanę Teplyakovą 6:2, 6:4. Tydzień później wygrała w holenderskim Alkmaar, pokonując Carly Gullickson 6:2, 6:3. W grze podwójnej przegrała jednak w ćwierćfinale.
W lipcu 2004 roku podczas turnieju w Toruniu w singlu przegrała w ćwierćfinale z Haną Šromovą 1:6, 1:6, za to w grze podwójnej, wspólnie z Angelique Kerber, doszła aż do finału (porażka z parą Kira Nagy–Gabriela Navrátilová 4:6, 6:7(2)). W sierpniu wygrała z Alicją Rosolską w pierwszej rundzie eliminacji do turnieju WTA w Sopocie 6:4, 4:6, 6:3. W drugiej jednak nie sprostała Sandzie Mamić 6:4, 3:6, 2:6.
Ostatni raz w eliminacjach turnieju WTA wystąpiła w kwietniu 2005 roku w Warszawie, jednak wówczas również nie wygrała żadnego meczu – porażka z Anastasiją Rodionową 4:6, 6:1, 3:6. Ostatni występ w rozgrywkach zaliczyła w sierpniu, odpadając w ćwierćfinale w Kędzierzynie-Koźlu. Po kilku kontuzjach odpuściła starty zawodowe i zajęła się nauką. Po roku studiów na AWF we Wrocławiu dostała propozycję wyjazdu do Stanów Zjednoczonych. Występowała w rozgrywkach uniwersyteckich.
Po powrocie z USA zajęła się trenowaniem młodych zawodników oraz okazjonalnie graniem. Po dwóch latach przerwy, w październiku 2008 roku otrzymała dziką kartę do turnieju w Southlake. Doszła do ćwierćfinału, ale ze względu na niską rangę turnieju (pula nagród wynosiła 10 000 dolarów) oraz fakt, iż był to jej jedyny występ w roku, nie pojawiła się w rankingu WTA.
W 2016 roku, po siedmioletniej przerwie, wznowiła karierę tenisową. W listopadzie wystąpiła w turnieju w Zawadzie pod Opolem. W grze pojedynczej przegrała w pierwszym meczu eliminacji, a w deblu (w parze z Klarą Silką) odpadła w ćwierćfinale, ulegając Justynie Jegiołce i Diānie Marcinkēvičy 4:6, 3:6. W kwietniu 2017 roku nastąpił przełom, kiedy to w tureckiej Antalyi wygrała po trzynastu latach profesjonalny turniej – w finale pokonała Alenę Tarasową 6:3, 6:2. Do końca sezonu wygrała jeszcze trzy turnieje w grze pojedynczej i raz przegrała w finale.
W pierwszym turnieju 2019 roku, na początku lutego, wystąpiła w Monastyrze w Tunezji. W grze pojedynczej odpadła w ćwierćfinale z francuską tenisistką Lou Brouleau 6:3, 2:6, 3:6. W deblu wystartowała z siedemnastoletnią Magdaleną Hędrzak, z którą doszła aż do finału. W decydującym meczu pokonały francuską parę Vinciane Rémy–Marie Temin wynikiem 6:2, 6:2. Było to dla Leśniak drugie zwycięstwo w grze podwójnej w turnieju ITF. W kolejnym tygodniu wystartowała ponownie Monastyrze. W deblu z Hędrzak odpadła w półfinale, ale w singlu odniosła dziesiąte zwycięstwo.
W dniach 3–4 sierpnia 2019 roku wzięła udział w turnieju eliminacyjnym Polskiej Ligi Tenisa we Wrocławiu. Ostatecznie zajęła w nim 2. miejsce przegrywając w finale z Michałem Sekułą 1:4, 2:4. Tym samym wrocławska zawodniczka zapewniła sobie udział w turnieju finałowym PLT (31 sierpnia-1 września w Warszawie).

## Ranking na koniec roku
Marta Leśniak nigdy nie startowała w rozgrywkach podczas turniejów wielkoszlemowych.

### W grze pojedynczej
| Sezon   | 2003 | 2004 | 2005 | 2006 – 2007 | 2008 | 2009 – 2015 | 2016 | 2017 | 2018 | 2019 |
| ------- | ---- | ---- | ---- | ----------- | ---- | ----------- | ---- | ---- | ---- | ---- |
| Pozycja | 585  | 499  | 681  | –           | –    | –           | –    | 501  | 544  |      |

### W grze podwójnej
| Sezon   | 2003 | 2004 | 2005 | 2006 – 2007 | 2008 | 2009 – 2015 | 2016 | 2017 | 2018 | 2019 |
| ------- | ---- | ---- | ---- | ----------- | ---- | ----------- | ---- | ---- | ---- | ---- |
| Pozycja | –    | 477  | 736  | –           | –    | –           | –    | 855  | –    |      |

## Finały turniejów ITF
| turnieje z pulą nagród 100 000 $   |
| turnieje z pulą nagród 75/80 000 $ |
| turnieje z pulą nagród 50/60 000 $ |
| turnieje z pulą nagród 25 000 $    |
| turnieje z pulą nagród 15 000 $    |
| turnieje z pulą nagród 10 000 $    |

### Gra pojedyncza 12 (10–2)
| Rezultat     |     | Data       | Turniej          | ($)    | Naw.    | Przeciwniczka        | Wynik            |
| Finalistka   | 1.  | 24/08/2003 | Kędzierzyn-Koźle | 10 000 | Ceglana | Kateřina Böhmová     | 6:2, 2:6, 2:6    |
| Zwyciężczyni | 1.  | 20/06/2004 | Kędzierzyn-Koźle | 10 000 | Ceglana | Oksana Teplyakova    | 6:2, 6:4         |
| Zwyciężczyni | 2.  | 27/06/2004 | Alkmaar          | 10 000 | Ceglana | Carly Gullickson     | 6:2, 6:3         |
| Zwyciężczyni | 3.  | 23/04/2017 | Antalya          | 15 000 | Ceglana | Alena Tarasowa       | 6:3, 6:2         |
| Zwyciężczyni | 4.  | 13/08/2017 | Mrągowo          | 15 000 | Ceglana | Seone Mendez         | 6:4, 6:4         |
| Zwyciężczyni | 5.  | 20/08/2017 | Mrągowo          | 15 000 | Ceglana | Jade Suvrijn         | 5:7, 6:2, 6:2    |
| Finalistka   | 2.  | 02/09/2017 | Mrągowo          | 15 000 | Ceglana | Monika Kilnarová     | 5:7, 6:1, 1:6    |
| Zwyciężczyni | 6.  | 01/10/2017 | Antalya          | 15 000 | Ceglana | Amina Anshba         | 6:3, 6:1         |
| Zwyciężczyni | 7.  | 21/07/2018 | Wiedeń           | 15 000 | Ceglana | Francesca Jones      | 6:0, 6:3         |
| Zwyciężczyni | 8.  | 16/09/2018 | Frydek-Mistek    | 15 000 | Ceglana | Gabriela Pantůčková  | 6:7(6), 6:2, 6:3 |
| Zwyciężczyni | 9.  | 04/11/2018 | Antalya          | 15 000 | Ceglana | Franziska Sziedat    | 6:1, 6:1         |
| Zwyciężczyni | 10. | 17/02/2019 | Monastyr         | 15 000 | Twarda  | Andrea Lázaro García | 2:6, 6:0, 6:0    |

### Gra podwójna 3 (2–1)
| Rezultat     |    | Data       | Turniej  | ($)    | Naw.    | Partnerka         | Przeciwniczki                     | Wynik       |
| Finalistka   | 1. | 11/07/2004 | Toruń    | 25 000 | Ceglana | Angelique Kerber  | Kira Nagy Gabriela Navrátilová    | 4:6, 6:7(2) |
| Zwyciężczyni | 1. | 01/09/2017 | Mrągowo  | 15 000 | Ceglana | Daria Kuczer      | Angelica Moratelli Marine Partaud | 6:2, 6:3    |
| Zwyciężczyni | 2. | 09/02/2019 | Monastyr | 15 000 | Twarda  | Magdalena Hędrzak | Vinciane Rémy Marie Temin         | 6:2, 6:2    |